# PCL建設
PCL家族公司是加拿大、美國、澳洲和加勒比地區的獨立承包建築公司集團。PCL總部位於加拿大亞伯達省愛德蒙頓，美國總部位於科羅拉多州丹佛。
PCL專注於“共同建設更美好的未來”，是一家100%由員工所有的獨立建築公司集團，在加拿大、美國、加勒比地區和澳洲開展工作。

## 外部連結
- 官方网站